# Temesdoboz
Temesdoboz románul: Duboz, falu Romániában, a Bánságban, Temes megyében.

## Fekvése
Buziásfürdőtől délre, Niczkyfalva és Kádár közt fekvő település.

## Története
Temesdoboz nevét 1399-ben említette először oklevél Dubaz néven.
1405-1410 között Doboz, 1462-ben Dobos, 1489-ben, pedig már Doboz alakban említették. 
Már a középkorban virágzó helység volt. Legrégibb birtokosai a Dobozi Dánfiak voltak, ők már 1399-ben birtokosai voltak a településnek.
A 15. század közepén a helység egy 44-67 faluból álló uradalom központja volt, melynek részeit Dobozi Dánfi László 1447-ben Nagymihályi Lászlónak zálogosította el, kinek özvegye azután a zálogos birtokhoz, a Dobozi Dánfiakkal szemben, 1462-ben jogot formált.
1489-ben a Dobozi Dánfiak birtoka volt, 1607-ben pedig Trombitás István, Tábor Benedek, Sztepan Péter, Radichy Márton és Lugasi Pribék János voltak a földesurai.
1723-1725 között gróf Mercy térképén Dobosch alakban, a csákovai kerületben szerepelt.
1838-ban 30 2/8 egész jobbágytelke volt. Birtokosa a vallás- és tanulmányi alap lett és birtokában volt még a 20. század elején is.
A trianoni békeszerződés előtt Temes vármegye Buziásfürdői járásához tartozott.
1910-ben 776 lakosából 8 magyar, 19 német, 749 román volt. Ebből 20 római katolikus, 751 görög keleti ortodox volt.
A középkorban Dobozhoz tartozott Bagafalva vagy Bogafalva is mely 1410-ben szerepelt először az oklevelekben. Itt feküdt Baja-Kenézfalva és Boroszlaviczafalva is, melyekről az 1462 évi oklevelekben maradt fenn adat. Itt állt Csagarafalva, Darnótfalva, Felső-Bathfalva és Sztojakfi Jánosfalva is.

## Nevezetességek
- Görög keleti temploma - a 19. század közepén épült.

## Források

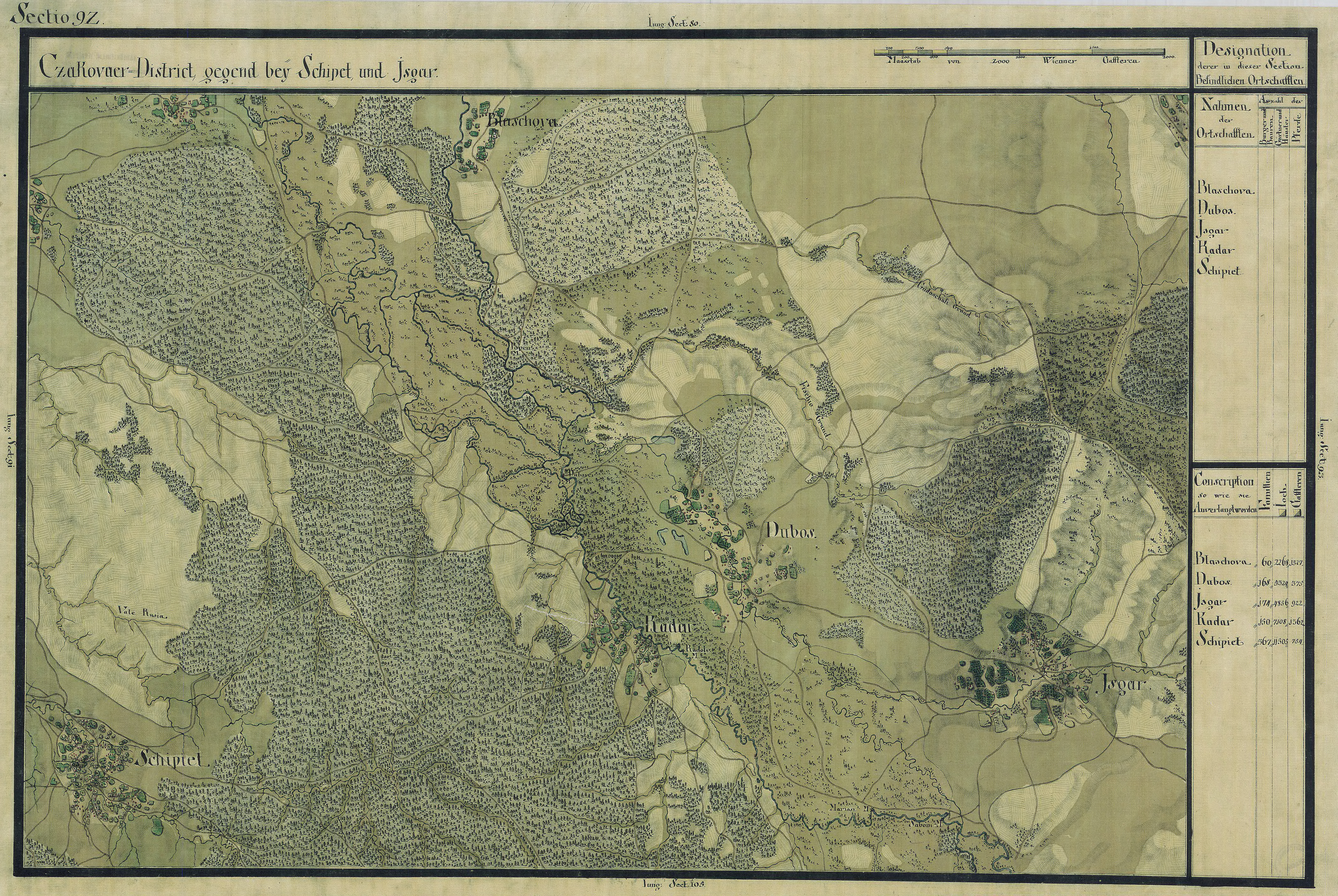
Temesdoboz, Doboz egyrégi térképen